# Mike Quackenbush
Michael Spillane  (nascido em 18 de março de 1976), mais conhecido pelo seu nome no ringue Mike Quackenbush, é um ex-lutador e treinador de wrestling profissional estadunidense, que atualmente trabalha como escritor e podcaster. Além disso, Quackenbush é conhecido como um dos fundadores da empresa Chikara, onde se destacou como um dos principais lutadores da empresa. Atuou por quase vinte anos no circuito independente até sua aposentadoria em 2013.

## Livros
- Mike Quackenbush (2001) Headquarters
- Mike Quackenbush (2002) Chikara Yearbook: 2002
- Mike Quackenbush (2004) Secret Identity
- Mike Quackenbush (2004) Chikara Yearbook: 2004
- Mike Quackenbush (2009) Chikara Yearbook: 2009 Edition
- Mike Quackenbush (2011) Chikara Yearbook: 2011 – Update